# Wiosna – ach to ty
Wiosna – ach to ty – dziewiąty album Marka Grechuty wydany przez wytwórnię płytową Polskie Nagrania „Muza” w 1987 roku.

## Wersja oryginalna (1987)
1. Odkąd jesteś (muz. i sł. Marek Grechuta)
2. Głos (muz. Marek Grechuta, sł. Aleksandr Błok[1])
3. Żyli długo i szczęśliwie (muz. i sł. Marek Grechuta)
4. Wiosna - ach to ty (muz. i sł. Marek Grechuta)
5. Ciernisty deszczyk (muz. i sł. Marek Grechuta)
6. Jarmark świata (muz. Marek Grechuta, sł. Tadeusz Śliwiak[2])
7. Walczyk panieński (muz. Marek Grechuta)
8. Słodkie jest czoło mojej kochaneczki (muz. Marek Grechuta)
9. Szuwarem i wierzbiną (muz. Marek Grechuta)
10. Walc karuzelowy (muz. Marek Grechuta)
11. Przejażdżka o zachodzie słońca (muz. Marek Grechuta)
12. Taniec z boa (muz. Marek Grechuta)
13. Motyw olsztyński (muz. Marek Grechuta)

### Wykonawcy
- Marek Grechuta (śpiew, aranżacje)
- Agata Dowhań (śpiew)

Zespół Anawa w składzie:
- Michał Półtorak (I skrzypce, kierownik muzyczny)
- Joanna Giemzowska-Pilch (II skrzypce)
- Jadwiga Olesińska (wiolonczela)
- Jerzy Wysocki (gitara)
- Konrad Mastyło (fortepian i pianino KORG)
- Adam Moszumański (gitara basowa)
- Jan Pilch (perkusja)
- Krzysztof Ścierański (gitara basowa)
- Alicja Bienicewicz (śpiew)
- Alibabki

(07-09)
Muzyka teatralna: Colas Breugnon (Scena Format Kraków, 1981)
(10-12)
Muzyka filmowa: Tumor Witkacego (TVP, 1984)
(13)
Muzyka teatralna: Kronika olsztyńska (Teatr TV Łódź, 1986)

## Wersja rozszerzona z 2001 roku
W antologii Świecie nasz oryginalna płyta została wzbogacona o 6 dodatkowych utworów:
1. Dzikie wino zielone (muz. Marek Grechuta, sł. Konstanty Ildefons Gałczyński)
2. Liliowy wachlarz (muz. M.Grechuta, sł. Kazimierz Wierzyński)
3. Ciernisty deszczyk (muz. i sł. Marek Grechuta)
4. Wiosna - ach to ty (muz. i sł. Marek Grechuta)
5. Suita z filmu Tumor Witkacego
  1. Pociąg do Zakopanego (muz. Marek Grechuta)
  2. Dancing pod gwiazdami (muz. Marek Grechuta)
  3. Zabawa w zamku (muz. Marek Grechuta)
  4. Walc karuzelowy (muz. Marek Grechuta)
  5. Przejażdżka o zachodzie słońca (muz. Marek Grechuta)
  6. Walc karuzelowy (muz. Marek Grechuta)
  7. Hop - szklankę piwa (muz. Marek Grechuta, sł. Stanisław Ignacy Witkiewicz)
  8. Aaa kotki dwa (muz. Marek Grechuta, sł. Stanisław Ignacy Witkiewicz)
  9. Dancing pod gwiazdami (muz. Marek Grechuta)
  10. Pociąg do Zakopanego (muz. Marek Grechuta)
6. W dzikie wino zaplątani (muz. i sł. Marek Grechuta)

(14)
Nagranie z programu TVP Łódź Srebrny Konstanty w reżyserii Stanisława Lenartowicza i Andrzeja Maja (1986)
(15)
Nagranie z programu TVP Łódź Laur olimpijski w reżyserii Stanisława Lenartowicza i Andrzeja Maja (1988)
(16)
Nagranie z programu TVP Ogród Luizy w reżyserii Krystyny Sznerr (1979)
(17)
Nagranie radiowe Polskie Radio Lublin (1979)
(18)
Muzyka z filmu Tumor Witkacego w reżyserii Grzegorza Dubowskiego (1985)
(19)
Nagranie koncertowe z XXV Studenckiego Festiwalu Piosenki w Krakowie (1989)

## Ekipa
- Reżyser nagrania: Andrzej Sasin
- Operator dźwięku: Andrzej Lupa
- Fotografia na okładce: Stanisław Markowski
- Projekt graficzny albumu: Piotr Kunce

## Wydania
- 1984 - Polskie Nagrania „Muza” (LP)
- 2001 - EMI Music Poland (CD)
- 2001 - EMI Music Poland (CD, box Świecie nasz)
- 2005 - EMI Music Poland (koperta, box Świecie nasz)
- 2016 - Warner Music Poland (CD)
- 2016 - Warner Music Poland (LP)